# Gunnar Söderlindh
Gunnar Söderlindh (10 febbraio 1896 – 26 dicembre 1969) è stato un ginnasta svedese.

## Palmarès

### Olimpiadi
- 1 medaglia:
  - 1 oro (Anversa 1920 nel concorso svedese a squadre)